# فآسا

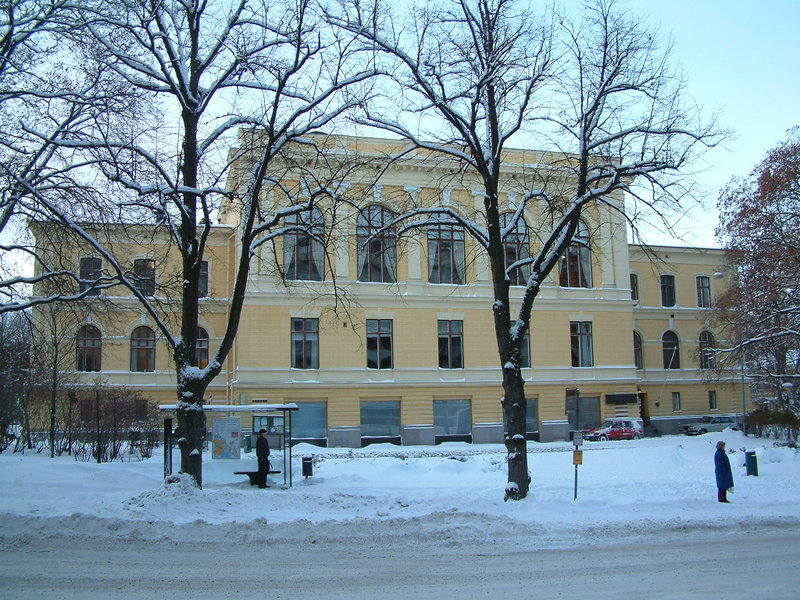
قصر بلدة فآسا (منذ 1883).

فآسا (بالفنلندية Vaasa، بالسويدية Vasa) مدينة فنلندية على ساحل البلاد الغربي وعاصمة إقليم بوهيانما. يقطنها 59.232 ساكن. حصلت على صفتها كمدينة عام 1606 في عهد كارل التاسع ملك السويد من عائلة فاسا الملكية.
مدينة ثنائية اللغة، حيث يتحدث 69.8 ٪ من سكانها الفنلندية، و 24.8 ٪ ناطقون باللغة السويدية، و 5.4 ٪ بغيرهما.
تعد المدينة مركزاً هاماً للأقلية الناطقة باللغة السويدية في فنلندا، وذلك بفضل العديد من المؤسسات التعليمية. بها ثلاث جامعات، وهي أيضاً مقر لبعض أقسام جامعة هلسنكي ، فضلاً عن وجود مؤسستين تعليميتين عـُليتين باللغة السويدية أبو أكاديمي وهانكن (معهد سويدي عالي للاقتصاد والتجارة). ثم أقيمت كليتان اثنتان للفنون التطبيقية، إحداهما تـُدرس بالسويدية .
يقع مطار المدينة على بعد حوالي 9 كم إلى الجنوب الشرقي من مركز المدينة.

## المناخ
يظهر الجدول التالي التغييرات المناخية على مدار السنة لفآسا:
| البيانات المناخية لـفآسا           | البيانات المناخية لـفآسا | البيانات المناخية لـفآسا | البيانات المناخية لـفآسا | البيانات المناخية لـفآسا | البيانات المناخية لـفآسا | البيانات المناخية لـفآسا | البيانات المناخية لـفآسا | البيانات المناخية لـفآسا | البيانات المناخية لـفآسا | البيانات المناخية لـفآسا | البيانات المناخية لـفآسا | البيانات المناخية لـفآسا | البيانات المناخية لـفآسا |
| الشهر                              | يناير                    | فبراير                   | مارس                     | أبريل                    | مايو                     | يونيو                    | يوليو                    | أغسطس                    | سبتمبر                   | أكتوبر                   | نوفمبر                   | ديسمبر                   | المعدل السنوي            |
| ---------------------------------- | ------------------------ | ------------------------ | ------------------------ | ------------------------ | ------------------------ | ------------------------ | ------------------------ | ------------------------ | ------------------------ | ------------------------ | ------------------------ | ------------------------ | ------------------------ |
| الدرجة القصوى °م (°ف)              | 7.4 (45.3)               | 8.6 (47.5)               | 10.7 (51.3)              | 21.3 (70.3)              | 27.9 (82.2)              | 31.8 (89.2)              | 31.6 (88.9)              | 30.5 (86.9)              | 27.7 (81.9)              | 17.2 (63.0)              | 11.0 (51.8)              | 7.3 (45.1)               | 31.8 (89.2)              |
| متوسط درجة الحرارة الكبرى °م (°ف)  | −4.6 (23.7)              | −4.3 (24.3)              | 0.0 (32.0)               | 5.8 (42.4)               | 13.4 (56.1)              | 18.6 (65.5)              | 20.3 (68.5)              | 18.4 (65.1)              | 13.0 (55.4)              | 7.4 (45.3)               | 1.5 (34.7)               | −2.4 (27.7)              | 7.3 (45.1)               |
| المتوسط اليومي °م (°ف)             | −7.8 (18.0)              | −7.8 (18.0)              | −3.9 (25.0)              | 1.7 (35.1)               | 8.3 (46.9)               | 13.7 (56.7)              | 15.7 (60.3)              | 13.9 (57.0)              | 9.2 (48.6)               | 4.6 (40.3)               | −0.9 (30.4)              | −5.5 (22.1)              | 3.4 (38.2)               |
| متوسط درجة الحرارة الصغرى °م (°ف)  | −12.0 (10.4)             | −12.2 (10.0)             | −8.2 (17.2)              | −2.2 (28.0)              | 2.9 (37.2)               | 8.1 (46.6)               | 10.5 (50.9)              | 9.4 (48.9)               | 5.5 (41.9)               | 1.6 (34.9)               | −3.9 (25.0)              | −9.4 (15.1)              | −0.8 (30.5)              |
| أدنى درجة حرارة °م (°ف)            | −36.2 (−33.2)            | −38.6 (−37.5)            | −30.6 (−23.1)            | −18.1 (−0.6)             | −7.6 (18.3)              | −2.4 (27.7)              | 2.2 (36.0)               | −0.5 (31.1)              | −6.0 (21.2)              | −15.6 (3.9)              | −27.9 (−18.2)            | −34.4 (−29.9)            | −38.6 (−37.5)            |
| الهطول مم (إنش)                    | 30.0 (1.18)              | 22.0 (0.87)              | 24.0 (0.94)              | 26.0 (1.02)              | 33.0 (1.30)              | 38.0 (1.50)              | 58.0 (2.28)              | 68.0 (2.68)              | 62.0 (2.44)              | 52.0 (2.05)              | 49.0 (1.93)              | 39.0 (1.54)              | 501 (19.73)              |
| متوسط أيام هطول الأمطار (≥ 1.0 mm) | 8.0                      | 6.0                      | 7.0                      | 6.0                      | 7.0                      | 6.0                      | 9.0                      | 10.0                     | 11.0                     | 10.0                     | 11.0                     | 9.0                      | 100                      |
| ساعات سطوع الشمس الشهرية           | 29.1                     | 71.9                     | 131.1                    | 190.2                    | 277.5                    | 303.0                    | 282.8                    | 220.0                    | 131.5                    | 84.6                     | 39.8                     | 20.9                     | 1٬782٫4                  |
| المصدر: NOAA                       |                          |                          |                          |                          |                          |                          |                          |                          |                          |                          |                          |                          |                          |

## توأمة
لفآسا اتفاقيات توأمة مع كل من:
- هيليسينكور
- هارستاد
- كيل
- شفيرين (1965 - )
- مدينة بارنو [الإنجليزية]‏
- شومبيرك
- Umeå Municipality [الإنجليزية]‏ منذ (1949 - )[11]
- بلدية مالمو [الإنجليزية]‏ منذ (1940 - )[12]

## مشاهير فآسا
- ماتيلدا فريدي "صديقة السجناء"

## أعلام
- ليف بلومكفيست
- أوريو كوسكينن
- توني بيورك
- ماتيلدا فريدي
- توماس واربورتون
- ماتي بيلونبا